# Zowade
Zowade (polnisch Zawada, 1936–1945 Lichten O.S.) ist ein Ort in der Stadt- und Landgemeinde Oberglogau (Głogówek) im Powiat Prudnicki der Woiwodschaft Opole in Polen.
Ortsteile von Zowade sind die Weiler Golschowitz (Golczowice), Mutzkau (Mucków), Neuvorwerk (Bud) und Syßlau (Sysłów).

## Geographie
Das Straßendorf Zowade liegt acht Kilometer nordwestlich von Oberglogau, 20 Kilometer nordöstlich von Prudnik (Neustadt O.S.) und 31 Kilometer südlich von Opole (Oppeln) in der Nizina Śląska (Schlesische Tiefebene). Westlich des Ortes fließt der Mühlgraben, ein Nebenfluss der Zülz.
Nachbarorte von Zowade sind im Westen Schartowitz (Czartowice) und der Weiler Golschowitz (Golczowice), im Nordwesten der Weiler Syßlau (Sysłów), im Nordosten der Weiler Neuvorwerk (Bud) und Schreibersdorf (Pisarzowice), im Osten Kerpen (Kierpień), im Süden Blaschewitz (Błażejowice Dolne) und im Südwesten der Weiler Mutzkau (Mucków) und Polnisch Müllmen (Mionów).

## Geschichte

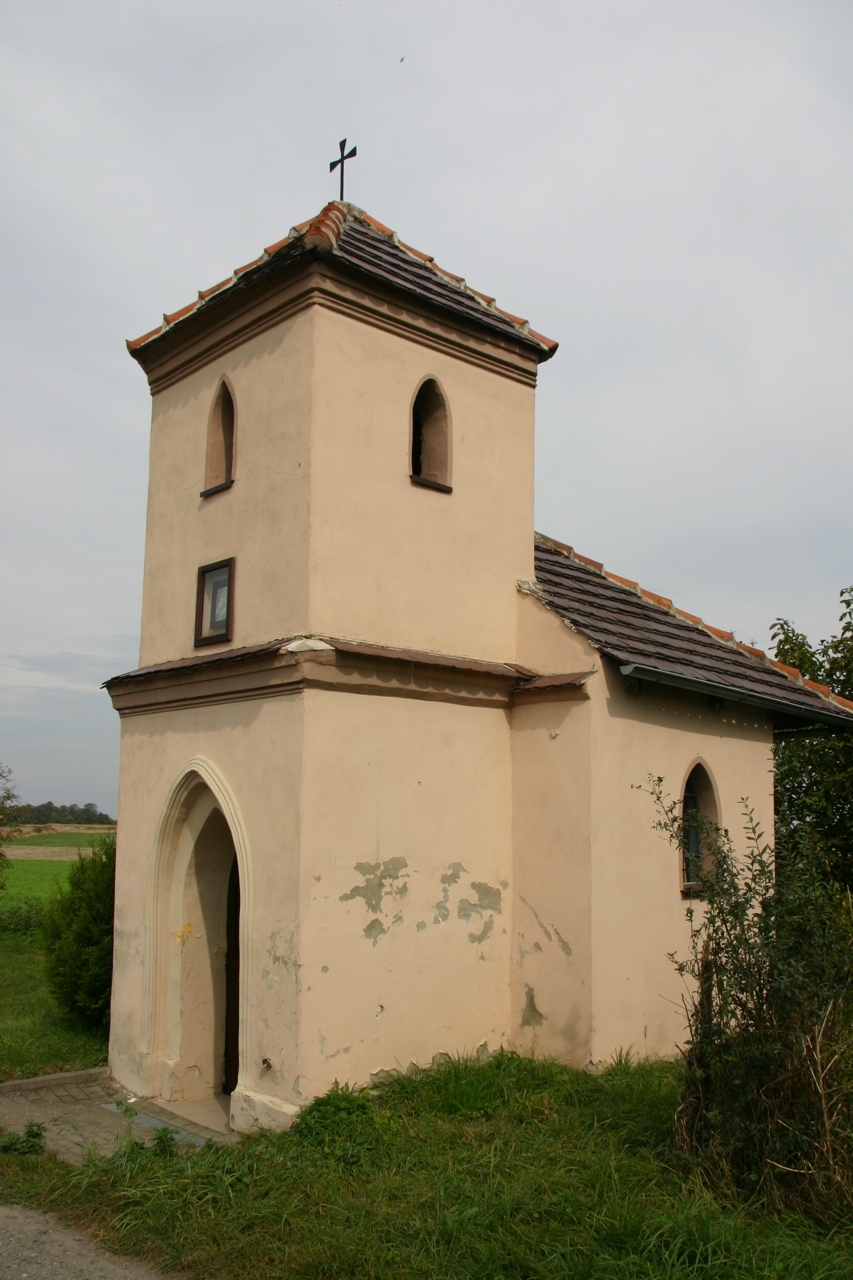
Kapelle mit Glockenturm

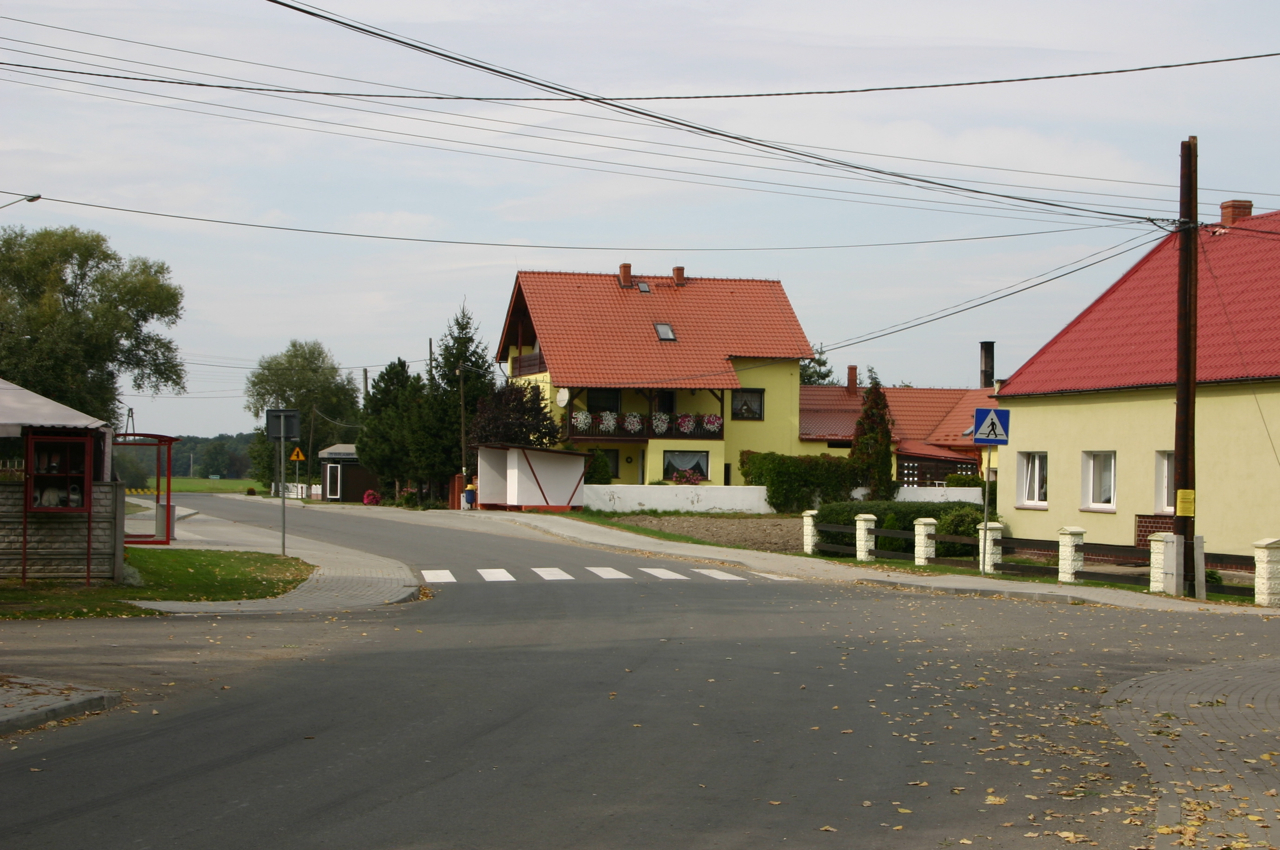
Ortsbild

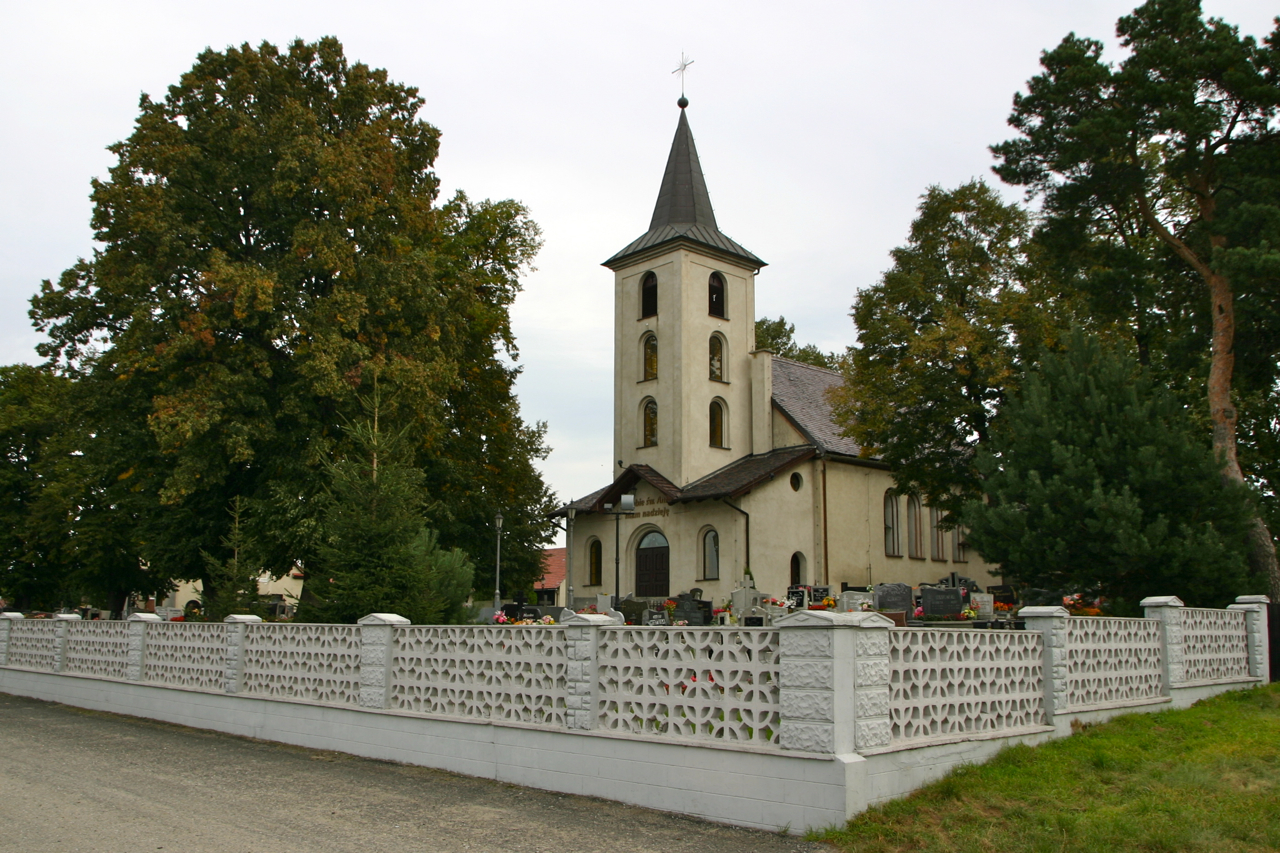
Annakirche

1784 hatte Zowade, das dem Grafen von Schafgotsch gehörte, zehn Gärtner und ein Vorwerk.
Nach der Neuorganisation der Provinz Schlesien gehörte die Landgemeinde Zowade ab 1816 zum Landkreis Neustadt O.S. im Regierungsbezirk Oppeln. 1818 zählte Zowade zehn Gärtner und ein Vorwerk. In den 1820er Jahren wurde eine Schule errichtet. 1845 bestanden in Ort eine katholische Schule, ein Vorwerk, eine Windmühle und 16 Häuser. Im gleichen Jahr zählte Zowade 126 Einwohner, davon 1 evangelisch. 1865 hatte der Ort neun Gärtner und zwei Häusler. Zu diesem Zeitpunkt hatte die Schule 155 Schüler. 1874 wurde der Amtsbezirk Kujau gegründet, welcher die Landgemeinden Cellin, Charlottenhof, Krobusch, Kujau, Moschen, Neudorf, Ober Czartowitz, Polnisch Rasselwitz, Ziabnik und Zowade und den Gutsbezirken Cellin, Krobusch, Kujau, Moschen, Neudorf, Ober Czartowitz, Polnisch Rasselwitz, Ziabnik und Zowade umfasste.
Bei der Volksabstimmung in Oberschlesien am 20. März 1921 stimmten 441 Wahlberechtigte für einen Verbleib bei Deutschland und 112 für die Zugehörigkeit zu Polen, im Gutsbezirk Zowade stimmten 129 Personen für Deutschland und eine für Polen. Zowade verblieb beim Deutschen Reich. 1933 lebten im Ort 841 Einwohner. Am 15. Juni 1936 wurde der Ort in Lichten O.S. umbenannt. 1939 hatte der Ort 867 Einwohner. Bis 1945 befand sich der Ort im Landkreis Neustadt O.S.
1945 kam der bisher deutsche Ort unter polnische Verwaltung und wurde in Zawada umbenannt und der Woiwodschaft Schlesien angeschlossen. 1950 kam der Ort zur Woiwodschaft Oppeln und seit 1999 gehört er zum Powiat Prudnicki. Am 22. April 2009 wurde in der Gemeinde Oberglogau, der Zowade angehört, Deutsch als zweite Amtssprache eingeführt. Am 1. Dezember 2009 erhielt der Ort zusätzlich den amtlichen deutschen Ortsnamen Zawada.

## Sehenswürdigkeiten
- Wegkapelle mit Glockenturm aus dem 18. Jahrhundert
- Gefallenendenkmal in Golschowitz
- Römisch-katholische Annakirche in Golschowitz
- Wegkreuz

## Vereine
- Deutscher Freundschaftskreis
- Sportverein LZS Zawada